# Hemiphora elderi
Hemiphora elderi là một loài thực vật có hoa trong họ Hoa môi. Loài này được (F.Muell.) F.Muell. mô tả khoa học đầu tiên năm 1882.